# Revolta da Moreia de 1453–1454
A Revolta da Moreia de 1453–1454 foi uma fracassada revolta camponesa contra o reinado dos irmãos Tomás e Demétrio Paleólogo, déspotas no Despotado da Moreia, controlado pelo Império Bizantino e localizado no Peloponeso.

## Contexto
O Império Bizantino já controlava a Moreia por séculos antes da revolta. Na época, alguns milhares de arvanitas haviam se assentado na região. Após a Batalha de Varna, em 1444, os turcos otomanos se viram livres para tratar do que restou do império, que já vinha declinando por um século. Em 1446, os otomanos invadiram a Moreia bizantina que era administrada conjuntamente por dois irmãos, os déspotas Constantino e Tomás Paleólogo. Os irmãos resistiram à invasão, mas pagaram um alto preço por conta da devastação de todo o entorno e da perda de mais de 60 000 civis levados como prisioneiros pelos turcos. Murad II, o sultão otomano, firmou um tratado de paz com os irmãos em troca do pagamento de um pesado tributo, da vassalagem dos irmãos e de uma promessa de que eles não se oporiam mais a Murad, que se voltou para outros problemas internos.
Com a morte do imperador bizantino João VIII Paleólogo em Constantinopla em outubro de 1448, o trono imperial foi assumido por Constantino, coroado em 6 de janeiro do ano seguinte em Mistras antes de partir para a capital. Dois meses depois, ele assumiu de vez o papel de imperador como Constantino XI. Seus irmãos mais novos, Tomás e Demétrio permaneceram encarregados de Moreia como déspotas em seu lugar. Apesar das promessas feitas a Constantino de que eles se apoiariam mutuamente, os dois cobiçavam as terras do outro. Além disso, eles reivindicaram terras pertencentes à República de Veneza na Moreia, alienando assim o único estado capaz de ajudá-los a resistir contra os turcos. A hostilidade mútua chegou ao ponto de ambos solicitarem ajuda militar dos turcos, um contra o outro. Durante o cerco final à Constantinopla, o novo sultão Maomé II, o Conquistador invadiu a região novamente como forma de impedir que os irmãos enviassem ajuda à capital.

## A revolta
Logo após a queda de Constantinopla e a morte do último imperador bizantino, 30 000 albaneses sob o comando de Pedro Bua se insurgiram contra os irmãos Tomás e Demétrio alegando falta de segurança e a pressão econômica por conta do pagamento dos tributos aos turcos. A eles se juntaram posteriormente os gregos moradores da região que, na época, seguiam Manuel Cantacuzeno. Cantacuzeno foi então aclamado como déspota dos rebeldes, que pediram ajuda a Veneza enquanto os irmãos faziam o mesmo, mas para Maomé II. A situação ficou ainda mais confusa por causa de uma segunda revolta liderada por João Asen Zaccaria, o filho do último príncipe de Acaia Centurião II Zaccaria, que alegava que o título de seu pai representava tudo o que restava da latinocracia na Moreia. Antes da revolta, Zaccaria havia sido preso por Tomás mas conseguiu escapar durante a confusão.
Como vassalos do sultão, os déspotas pediram ajuda dos otomanos e Omar, filho do governador otomano da Tessália Turacanes Bei chegou em dezembro de 1453; Após conseguir uma vitória contra os rebeldes, ele partiu após conseguir libertar seu irmão, Amede, que havia sido capturado pelos bizantinos em 1446. A revolta, porém, não se abateu e, em outubro do ano seguinte, Turacã em pessoa foi forçado a intervir. Após saquear algumas fortalezas, a população local finalmente se rendeu. O governador recomendou aos dois paleólogos que fizessem as pazes e governassem bem antes de partir. O pagamento do tributo foi retomado nos mesmos níveis anteriores e os déspotas continuaram tão vassalos quanto antes. Entre os líderes rebeldes, Bua foi perdoado por Maomé e se tornou o porta-voz do povo albanês, Zaccaria fugiu e terminou seus dias na corte veneziana e, depois, na corte papal e Cantucuzeno escapou e desapareceu da história.